# 手沢庄司
手沢 庄司（てざわ しょうじ、1932年4月2日 - ）は、山梨県甲府市出身の元プロ野球選手、元プロ野球審判員。

## 来歴・人物
1950年に甲府第一高校卒業後（中学時代はサッカーの選手。高校2年から野球をはじめ、小柄ながらいきなり四番を任された）、内野手として1952年に松竹ロビンスに入団。1953年チームが大洋ホエールズと合併して大洋松竹ロビンスとなっても移籍せず所属していたが1954年に親会社の松竹が共同経営から撤退し大洋ホエールズに戻ると同時に引退。選手としては3試合に出場し、1打数0安打。
引退後は松竹演舞場に勤務していたが野球への情熱が忘れられず1962年、セントラル・リーグ審判部に入局した。セ・リーグ袖番号は21（1988年初採用から1989年引退まで）。
通算出場試合数は2366試合、オールスターゲームには1981年に出場、第3戦（神宮球場）で球審を任されている。後年は球審からは外され、もっぱら塁審・外審を担当した。1990年シーズン前に審判引退後、連盟職員となり、試合日程作成業務を担当した後、セ・リーグ経理部課長を務めたが、2001年に退職した。
松竹ロビンスOB会の世話役もつとめ、数少ないロビンスの語り部として、そしてセ・リーグに様々な立場で長年貢献した貴重な人材であるといえる。

## 詳細情報

### 年度別打撃成績
| 年 度     | 球 団     | 試 合 | 打 席 | 打 数 | 得 点 | 安 打 | 二 塁 打 | 三 塁 打 | 本 塁 打 | 塁 打 | 打 点 | 盗 塁 | 盗 塁 死 | 犠 打 | 犠 飛 | 四 球 | 敬 遠 | 死 球 | 三 振 | 併 殺 打 | 打 率 | 出 塁 率 | 長 打 率 | O P S |
| --------- | --------- | ----- | ----- | ----- | ----- | ----- | -------- | -------- | -------- | ----- | ----- | ----- | -------- | ----- | ----- | ----- | ----- | ----- | ----- | -------- | ----- | -------- | -------- | ----- |
| 1952      | 松竹      | 1     | 1     | 1     | 0     | 0     | 0        | 0        | 0        | 0     | 0     | 0     | 0        | 0     | --    | 0     | --    | 0     | 0     | 0        | .000  | .000     | .000     | .000  |
| 1953      | 洋松      | 1     | 0     | 0     | 0     | 0     | 0        | 0        | 0        | 0     | 0     | 0     | 0        | 0     | --    | 0     | --    | 0     | 0     | 0        | ----  | ----     | ----     | ----  |
| 1954      | 洋松      | 1     | 0     | 0     | 0     | 0     | 0        | 0        | 0        | 0     | 0     | 0     | 0        | 0     | 0     | 0     | --    | 0     | 0     | 0        | ----  | ----     | ----     | ----  |
| 通算：3年 | 通算：3年 | 3     | 1     | 1     | 0     | 0     | 0        | 0        | 0        | 0     | 0     | 0     | 0        | 0     | 0     | 0     | --    | 0     | 0     | 0        | .000  | .000     | .000     | .000  |

### 背番号
- 12（1952年）
- 59（1953年）
- 31（1954年）